# فرودگاه تابو
فرودگاه تابو (به انگلیسی: Tabou Airport) یک فرودگاه با کد یاتا TXU است . این فرودگاه در کشور ساحل عاج قرار دارد .